# Ruyuan (abbedissa)
Ruyuan, död 775, var en kinesisk buddhistnunna och mästare, lüshi.
Hon var medlem av familjen Li i Longxi, en av de fem förnämsta klanerna under Tangdynastin. Hon blev novis vid tio års ålder och avlade sin bindande löften som nunna vid tjugo. Ruyuan var vida respekterad för sin intelligens, kunskap och fromhet, och blev så småningom abbedissa vid tempelklostret Zhenua si i Changan (Xi'an). Hon fördjupade sig i Chenbuddhismen och blev en mästare inom denna riktning, som reste omkring och gav föreläsningar, organiserade religiösa ritualer och samlade en stor krets anhängare. Hon gynnades av kejsar Daizong, som anlitade henne för att officiera vid religiösa ceremonier vid hovet och hålla lektion för hans kejsarinna, hustrur och konkubiner.